# Granat
Granat hay đá thạch lựu, là một nhóm khoáng vật silicat với công thức hóa học tổng quát là: A3B2(SiO4)3, trong đó A = Ca+2, Mg+2, Fe+2, Mn+2; B = Al+3, Fe+3, V+3, Cr+3.

## Tên gọi
Tên gọi bắt nguồn từ tiếng La tinh Granatus - có nghĩa là "hạt, hột", có thể để chỉ tới quả thạch lựu (Punica granatum) vì các tinh thể của một số loại granat có hình dáng, kích thước, màu sắc tương tự như hạt của quả thạch lựu. Từ năm 1803 thuật ngữ "granat" được dùng cho cả nhóm khoáng vật này.
Tên gọi khác, biến thể: Bechita-Chevert (Tên gọi granat trong tiếng Nga cổ), Cabun cul (granat có màu đỏ rực), leikgranat (Granat trong suốt không màu), Melannit-Sorlomit (granat màu tối gần như đen).

## Những đặc điểm chính
Những tinh thể granat trong đá trông như hạt của quả lựu, bao gồm 6 dạng khoáng vật là almandin, grossular, andradit, pirop, spessartit, uvariovit với màu sắc của các dạng khoáng vật rất đa dạng (đỏ, đỏ sẫm, hồng, đen, đỏ nâu, da cam, vàng, phớt lục...) được tạo bởi các ion crom, sắt, mangan. Granat tạo thành 2 loạt dung dịch rắn: 1. pyrop-almandin-spessarit (gọi chung là pyralspit) và 2. uvarovit-grossular-andradit (gọi chung là ugrandit).

## Tính chất vật lý

### Tính chất
Các dạng granat được tìm thấy với nhiều màu, như đỏ, cam, vàng, lục, lam, tía, nâu, đen, hồng và không màu. Hiếm nhất trong số này là granat lam, được phát hiện cuối thập niên 1990 tại Bekily, Madagascar. Nó cũng được tìm thấy tại một vài nơi ở Hoa Kỳ, Nga và Thổ Nhĩ Kỳ. Nó đổi màu từ lục-lam trong ánh sáng ban ngày thành tía trong ánh sáng đèn nóng sáng (đèn dây tóc), như là kết quả của lượng tương đối cao vanadi (khoảng 1% trọng lượng tính theo V2O3). Các dạng granat đổi màu khác cũng tồn tại. Trong ánh sáng ban ngày, khoảng màu của chúng từ các sắc thái lục, be, nâu, xám và lam, nhưng trong ánh sáng đèn nóng sáng, chúng dường như có màu hồng ánh đỏ hay ánh tía. Do sự thay đổi màu của chúng nên chúng dễ bị nhầm lẫn là alexandrit.
Các tính chất truyền ánh sáng của granat có thể dao động trong khoảng từ các dạng trong suốt với chất lượng của đá quý tới các dạng trong mờ sử dụng trong công nghiệp làm đá mài. Ánh của chúng có thể được coi như là thủy tinh hay nhựa (tương tự hổ phách).

### Cấu trúc tinh thể

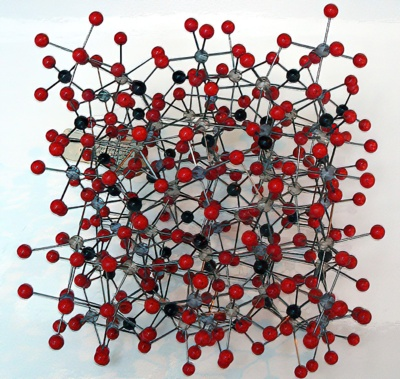
Mô hình phân tử granat.

Granat là nhóm khoáng vật silicat (nesosilicat) có công thức chung A3B2(SiO4)3. Vị trí A thường là các cation hóa trị +2 (Ca2+, Mg2+, Fe2+) và vị trí B là các cation hóa trị +3 (Al3+, Fe3+, Cr3+) trong một hệ bát diện/tứ diện với [SiO4]4− chiếm các đỉnh của tứ diện. Granat thường được tìm thấy ở dạng hình đơn là hình 12 mặt, nhưng cũng hay được tìm thấy ở dạng hình 24 mặt thang. Chúng kết tinh trong hệ lập phương, có ba trục với độ dài đơn vị bằng nhau và vuông góc với nhau. Granat không thể hiện cát khai, vì thế khi chúng đứt gãy dưới ứng lực, các miếng không đều và sắc nhọn được tạo ra.

### Độ cứng
Do thành phần hóa học của granat là không cố định nên các liên kết nguyên tử ở một số dạng là mạnh hơn ở các dạng khác. Kết quả là nhóm khoáng vật này có độ cứng không cố định theo thang độ cứng Mohs, với khoảng giá trị là 6,0-7,5. Các dạng cứng nhất, như almandin, thường được dùng làm vật liệu mài.